# Carl Ehrenberg
Carl Ehrenberg   (Dresden, 5 d'abril de 1878 - Múnic, 26 de febrer de 1962) fou un compositor alemany.
Era fill del pintor Carl Ehrenberg i germà del violinista i pintor Paul Ehrenberg; els germans, que van perdre la seva mare el 1892, van créixer a la casa de l'arxivista estatal Theodor Distel juntament amb les seves filles Hilde i Lilly.
Va estudiar al Conservatori de Dresden amb Felix Draeseke. Després va ser director de direcció a Dortmund, Würzburg, Poznan, Augsburg, Metz i Lausana i des del 1922 fou director d'òpera estatal a Berlín. De 1925 a 1935 va exercir la docència a la Universitat de Música de Colònia, es va incorporar al NSDAP el 1932 (número de membre 1.240.737) i es va convertir en professor a la Universitat de Música de Múnic de 1935 a 1945. A més, va ser membre del cos estudiantil per a educadors musicals de la música del Reich dins del règim nazi.
Ehrenberg va compondre una òpera, dues simfonies, esbossos simfònics, dues suites orquestrals, una obertura, cors masculins amb orquestra, un concert de violoncel, obres de música de cambra, música dramàtica i lieder.
Descansa al cementiri nord de Múnic.

## Obres (selecció)[2]
- Pròleg simfònic d'un joc memorial patriòtic (1916)
- Anneliese. Ballada nòrdica op.24
- La vostra pàtria per a cor i orquestra op. 27 (1927)
- Pròleg festiu op.34
- Música per a un joc de contes de contes alemany op.35
- Obertura romàntica per a orquestra (1938)
- Cançons de Goethe (1939)
- Sonata per a violí i piano (1939)
- Sinfonietta op. 45 (1950)